# 井上ポルノ
井上 ポルノ（いのうえ ポルノ、1964年2月13日 - ）は、日本の漫画家、イラストレーター。福岡県山田市（現・嘉麻市）生まれ。日本大学農獣医学部（現・生物資源科学部）食品工学科卒。血液型はO型。デビュー当初は井上 ピカドン、井上 グリグリ（ベネッセコーポレーションの『チャレンジ』のイラストなど）名義で作品を発表、近年も井上 ゴーイング、ザ・井上 ポルノ名義で作品を発表している。代表作は『わじ蟲』。実弟はライターのスパリゾート井上。

## 来歴・人物
福岡県山田市（現・嘉麻市）出身。福岡県立嘉穂高等学校、日本大学農獣医学部食品工学科卒業後、石垣食品株式会社に営業職として入社するも29歳で退社。学習塾の講師を経て、1993年、平和出版のムック『お尻好奇心』のイラストレーターとしてデビュー。
同年、『まんがSHOW GAKKO』（平和出版）より漫画家としてデビュー。当時のペンネームは「井上ピカドン」であったが、ベネッセで仕事をする際は、「井上グリグリ」名義で漫画作品・イラストを発表。
作画の特徴として、シュールやエロが挙げられる。漫画作品が『GOKUH』、『スコラ』、『SPA!』といった男性誌で発表されている一方、イラストレーターとしては、『プチセブン』、『Seventeen』、『Popteen』、『SAY』、『CanCam』、『女性セブン』、『週刊女性』といった女性誌での仕事が多い。

## エピソード
- 2002年にはアダルトビデオの監督を務める。
- 2010年、単行本を自費出版した際に、下北沢駅などで路上販売を行う。
- 2010年7月、ザ・井上ポルノ漫画劇団を旗揚げ。 笑和堂などでイヴェントを開催。
- 2010年8月、古賀政男音楽博物館にてCDを自主制作。収録した楽曲は「荒城の月」。
- 2011年2月、幻の作品「Ｏｈ，Ｎｏ！なんね〜」が電子書籍化される。
- 尊敬する漫画家は赤塚不二夫。

## 作品

### 単行本
- わじ蟲（1998年、二見書房） - 全1巻

### ジャケットデザイン
- 中国釣具店『スタート ミー アップ』（2006年）ジャケットイラスト

### 監督作品
- 電波ジャック!! 情報公開FUCK（2002年、ロイヤルアート）